# 加姆叶蝉属
加姆叶蝉属（学名：Gambialoa）为叶蝉科的一个属。

## 下属物种
本属包括以下物种：